# Giro de Sardenya
El Giro de Sardenya (en italià Giro di Sardegna) és una competició ciclista per etapes que es disputava a l'illa de Sardenya al final de febrer de cada any.
La primera edició es disputà el 1958, i va ser guanyada pel francès Antonin Rolland. Fins al 1983 la cursa es disputà anualment, amb l'excepció dels anys 1979 i 1981, però a partir d'aquell moment la seva presència en el panorama ciclista internacional ha estat esporàdica. El belga Eddy Merckx amb quatre triomfs és el ciclista que més vegades ha guanyat la cursa. La darrera edició es va dur a terme en 2011.

## Palmarès
| Any                    | Vencedor           | Segon               | Tercer               |
| ---------------------- | ------------------ | ------------------- | -------------------- |
| 1958                   | Antonin Rolland    | Désiré Keteleer     | Rik van Looy         |
| 1959                   | Rik van Looy       | Aldo Moser          | Gastone Nencini      |
| 1960                   | Jo de Roo          | Arnaldo Pambianco   | Raymond Impanis      |
| 1961                   | Emile Daems        | Arnaldo Pambianco   | Jean Stablinski      |
| 1962                   | Rik van Looy       | Diego Ronchini      | Nino Defilippis      |
| 1963                   | Arnaldo Pambianco  | Rik van Looy        | Franco Cribiori      |
| 1964                   | Vittorio Adorni    | Huub Zilverberg     | Guido de Rosso       |
| 1965                   | Rik van Looy       | Romeo Venturelli    | Roberto Poggiali     |
| 1966                   | Jacques Anquetil   | Graziano Battistini | Flaviano Vicentini   |
| 1967                   | Luciano Armani     | Pietro Guerra       | Jos van der Vleuten  |
| 1968                   | Eddy Merckx        | Italo Zilioli       | Vito Taccone         |
| 1969                   | Claudio Michelotto | Giancarlo Polidori  | Giuseppe Fezzardi    |
| 1970                   | Patrick Sercu      | Eddy Merckx         | Felice Gimondi       |
| 1971                   | Eddy Merckx        | Gösta Pettersson    | Herman van Springel  |
| 1972                   | Marino Basso       | Antoon Houbrechts   | Patrick Sercu        |
| 1973                   | Eddy Merckx        | Herman van Springel | Gösta Pettersson     |
| 1974                   | Rik van Linden     | Luciano Borgognoni  | Enrico Paolini       |
| 1975                   | Eddy Merckx        | Italo Zilioli       | Knut Knudsen         |
| 1976                   | Roger de Vlaeminck | Arnoldo Caverzasi   | Cees Bal             |
| 1977                   | Freddy Maertens    | Rik van Linden      | Patrick Sercu        |
| 1978                   | Knut Knudsen       | Ronald de Witte     | Josef Fuchs          |
| 1979. No disputat      |                    |                     |                      |
| 1980                   | Gregor Braun       | Knut Knudsen        | Roberto Visentini    |
| 1981. No disputat      |                    |                     |                      |
| 1982                   | Giuseppe Saronni   | Emanuele Bombini    | Giuseppe Petito      |
| 1983                   | Gregor Braun       | Urs Freuler         | Marc Madiot          |
| 1984-1995. No disputat |                    |                     |                      |
| 1996                   | Gabriele Colombo   | Adriano Baffi       | Maurizio Fondriest   |
| 1997                   | Roberto Petito     | Claudio Chiappucci  | Alessandro Bertolini |
| 1998-2008. No disputat |                    |                     |                      |
| 2009                   | Daniele Bennati    | Oscar Gatto         | Alessandro Ballan    |
| 2010                   | Roman Kreuziger    | Christopher Horner  | Thomas Voeckler      |
| 2011                   | Peter Sagan        | José Serpa          | Damiano Cunego       |

(en color: es disputa també com a Setmana ciclista internacional)